# دبليو. لويد وارنر
دبليو. لويد وارنر (بالإنجليزية: W. Lloyd Warner)‏ هو عالم إنسان أمريكي، ولد في 26 أكتوبر 1898 في ريدلاندس في الولايات المتحدة، وتوفي في 23 مايو 1970 في شيكاغو في الولايات المتحدة.

## وصلات خارجية
- دبليو. لويد وارنر على موقع الموسوعة البريطانية (الإنجليزية)